# Schutzbrille

Gebotszeichen M004 nach ISO 7010: Augenschutz benutzen

Schutzbrillen sollen die Augen vor schädlichen Einflüssen wie starkem Licht, UV-Strahlung, Laserlicht, Chemikalien, Staub, Splittern, Mikroorganismen (z. B. Tröpfcheninfektion) oder Wettereinflüssen schützen. Sie finden bereits seit Jahrhunderten Anwendung, vorwiegend im Arbeits- sowie im Sportumfeld. Fast alle Schutzbrillen sind prinzipiell wie optische Brillen aufgebaut. Die häufigste Form sind die Ein- bzw. Zweischeibenbrillen, die mittels Bügeln über den Ohren bzw. mit Bändern oder Gummi hinter dem Kopf fixiert werden. Vollsichtbrillen schützen die Augen zusätzlich durch eine umlaufende Dichtung. Zusätzlich können Vorhänger zusätzlich auf eine optische Brille oder eine Ein- bzw. Zweischeibenbrille aufgesteckt werden. Im beruflichen Arbeitsumfeld sind jedoch Korrektionsschutzbrillen, eine Kombination aus Schutz- und Korrektionsbrille, von den Berufsgenossenschaften zwingend vorgeschrieben. Sie vereinen den Ausgleich einer optischen Fehlsichtigkeit mit dem Schutz des Auges.

## Arbeitsumfeld

### Allgemeine Anforderungen und Festlegungen

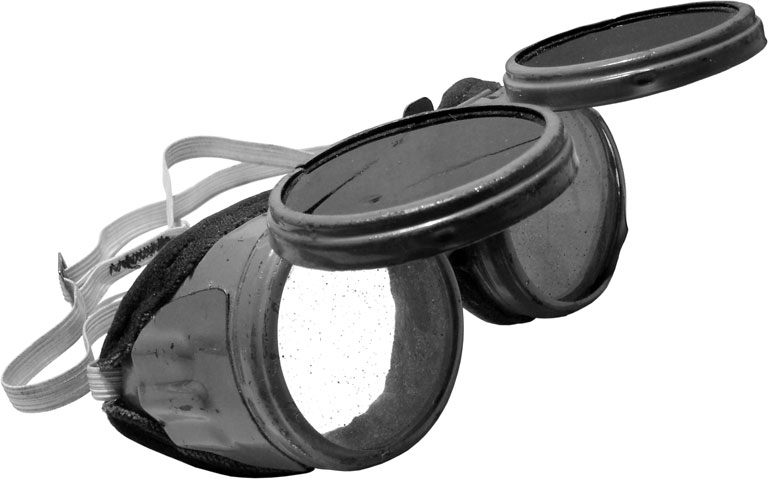
Schutzbrille für das metallverarbeitende Gewerbe

Der Schutz der Augen während der Arbeit ist wichtig. Äußere Einflüsse können die Augäpfel oft irreparabel schädigen. Dies kann sowohl von einem Moment auf den anderen (z. B. durch herumfliegende Teilchen) als auch schleichend (beispielsweise durch mangelnden Schutz vor UV-Strahlung) geschehen. Deswegen müssen alle Schutzbrillen den speziellen Anforderungen der Europäischen Norm EN 166 entsprechen und durch ein akkreditiertes Prüfinstitut zertifiziert werden (PSA Schutzklasse Kategorie II). Oft kommt es bei Schutzbrillen auf die Zusatzausstattung an. In der (Berufsgenossenschaftliche Regeln für Sicherheit und Gesundheit bei der Arbeit) wird darauf hingewiesen, dass auch zusätzliche Einflüsse zu beachten sind. Eine klassische Schutzbrille kann bei der Erfüllung der Anforderungen nach der DIN EN 166 bis zu 100 % UV-Schutz bieten. Dementsprechend sind beschädigte Brillen bzw. Teile zu ersetzen (siehe hierzu 1000-Stunden-Glas und Automatischer Schweißerschutzfilter).

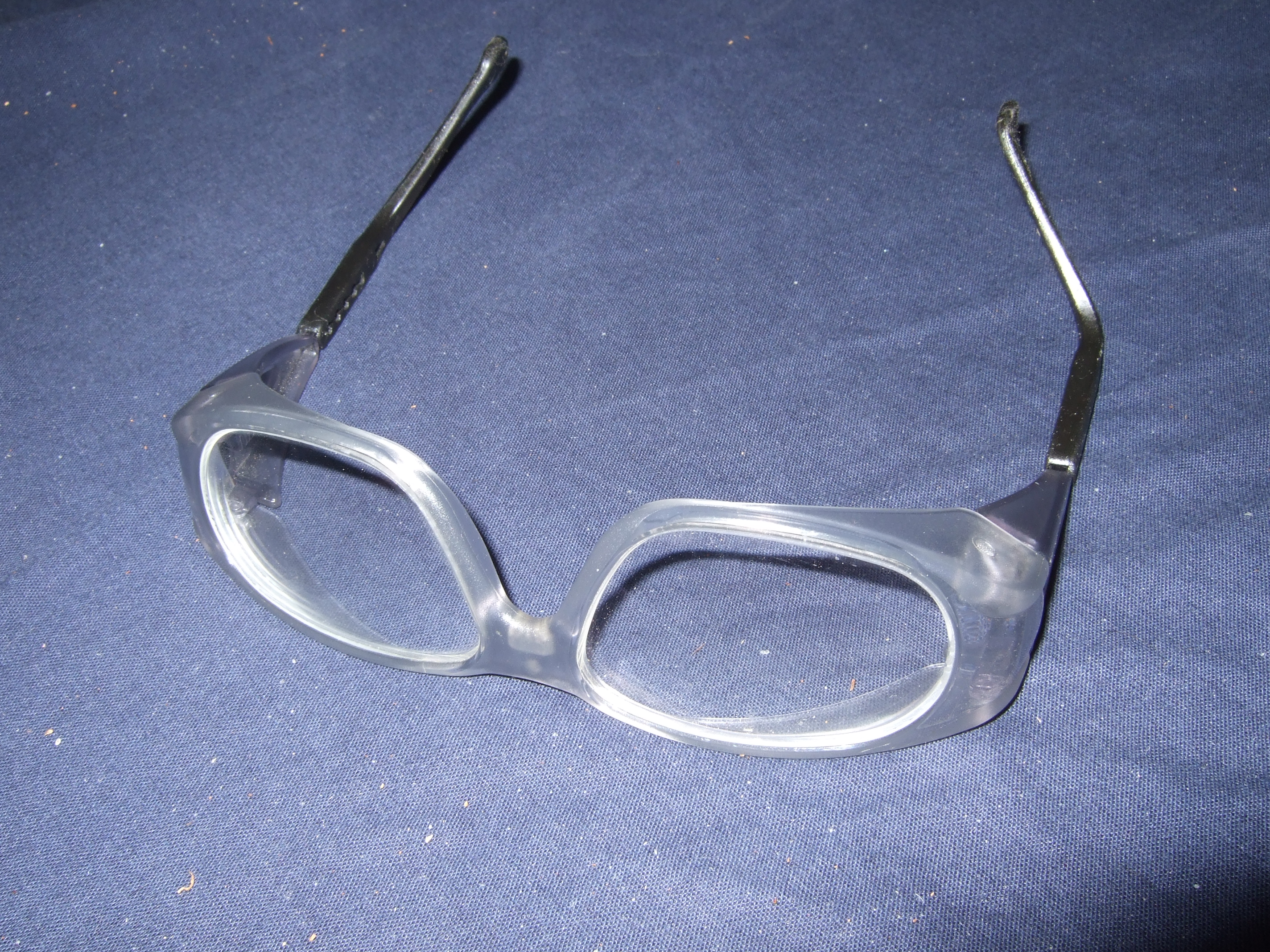
Schutzbrille für Chemiker

Schutzbrillen werden beispielsweise verwendet im Arbeitsumfeld von naturstein-, holz- und metallverarbeitenden Betrieben, Chemielaboren – dort auch Chemikerbrille genannt –, im Gesundheitswesen als Infektionsschutz, bei Laserbehandlungen und als Spritzschutz bei Operationen.
Für Träger von optischen Brillen existieren größere Schutzbrillen, die über einer solchen Brille getragen werden können, ansonsten entsprechen Schutzbrillen in der Größe herkömmlichen Brillen. Beim elektrischen und autogenen Schweißen müssen die Augen der ausführenden Person durch Schutzbrillen geschützt werden, da es sonst zu schwersten Verbrennungen der Bindehaut (der  Verblitzung) des Auges kommen kann.

### Kennzeichnung
Schutzbrillen für den beruflichen Einsatz müssen eine von der EU vorgegebene Kennzeichnung aufweisen (vgl. EN 166 i. V. m. der Richtlinie 89/686/EWG (ab 2016 ersetzt durch die PSA-Verordnung (PDF))). Wenn die Sichtscheibe und das Gestell aus unterschiedlichem Materialien bestehen, müssen beide unabhängig voneinander gekennzeichnet sein.
- Geltende Norm: EN 166
- Filterschutzstufe 1,1 bis 16
- Identifikationskennzeichen des Herstellers
- Optische Klasse: 1, 2, oder 3
- CE-Zeichen und Produktbezeichnung (auf dem Produkt)

### Laserschutzbrille

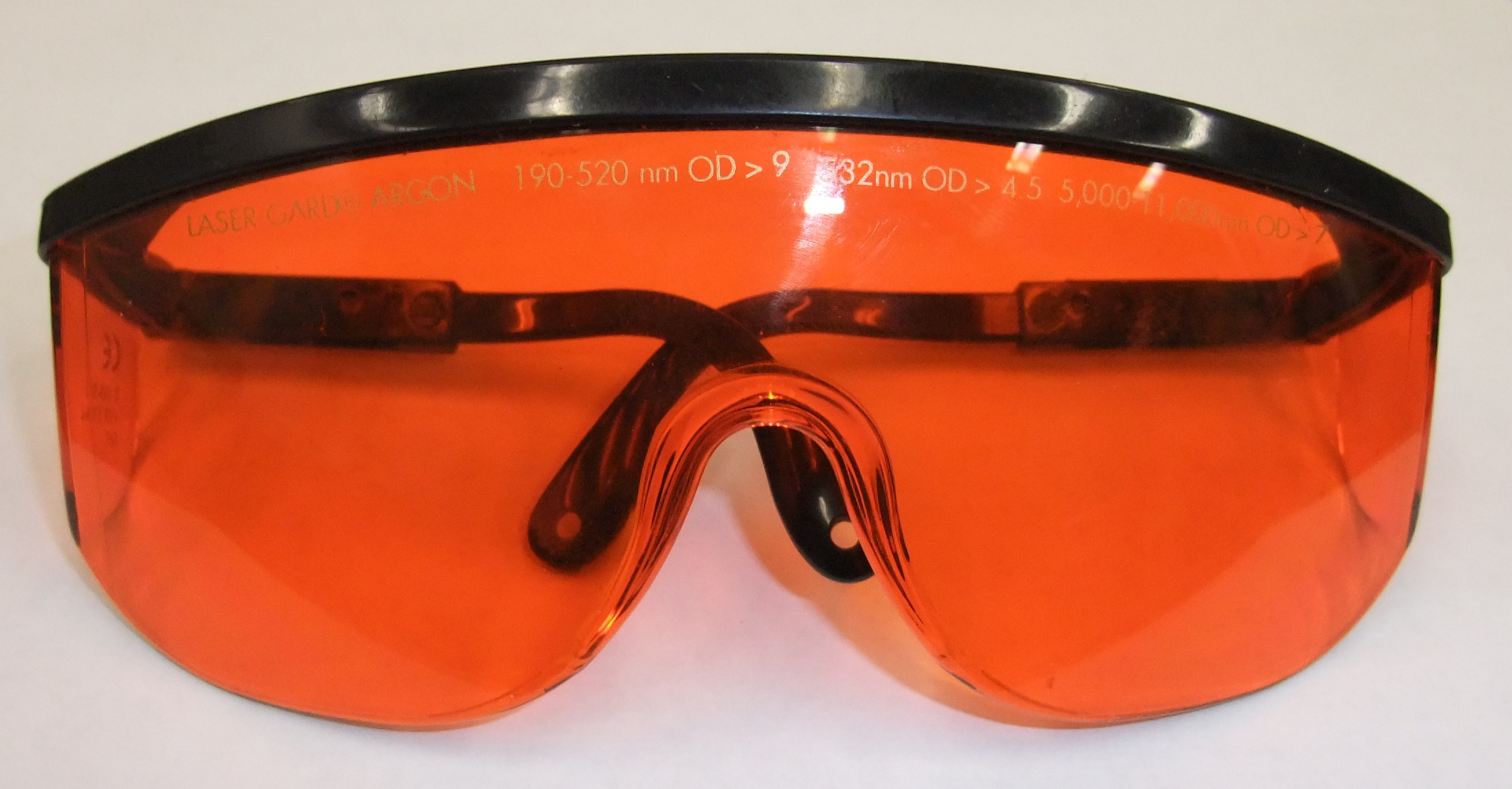
Laserschutzbrille gegen grünes Laserlicht mit Wellenlänge von 532 nm

Brillen, die beim Umgang mit Laser getragen werden, bestehen zumeist komplett aus Kunststoff. Sie verfügen nur dort, wo es auf den Schutz vor übermäßigem Licht oder Strahlung ankommt, über teils stark getönte Gläser.
Die Laserschutzbrille stellt im Prinzip einen optisch schmalbandigen Filter dar, welcher auf die jeweilige Wellenlänge (Farbe) des verwendeten Laserlichtes und auf die Leistung des Lasers abgestimmt sein muss. Lichtanteile mit anderer Frequenz als die des Lasers werden dabei weniger stark gedämpft und erlauben ein eingeschränktes Sehen. Laserschutzbrillen, welche beispielsweise grünes Licht mit der Wellenlänge von 532 nm dämpfen, erscheinen bei Durchsicht rot-orange.
Es wird weiters zwischen Vollschutzbrillen und Justierschutzbrillen unterschieden: Vollschutzbrillen filtern die jeweilige Wellenlänge möglichst stark, bis zu einer angegebenen oberen Grenzleistung. Bei unsichtbarer Laserstrahlung wie Infrarot kommen nur Vollschutzbrillen zur Anwendung. Justierschutzbrillen finden im Bereich des sichtbaren Lichts Anwendung und lassen einen größeren Teil des Laserlichts durch das Brillenglas, aber mit einer für das Auge geringeren Intensität. Dadurch ist es dem Operator möglich, beispielsweise Justagearbeiten am optischen Tisch mit sichtbarem Laserlicht durchzuführen – bei einer Vollschutzbrille wäre dies unmöglich, da der Operator das jeweilige Laserlicht durch die Schutzbrille gar nicht mehr wahrnehmen könnte. Bei Justierschutzbrillen ist neben der Abstimmung auf die jeweilige Frequenz (Farbe) des Laserlichts auch eine Abstimmung der Schutzbrille auf die Leistung des Lasers von wesentlicher Bedeutung.

### Militärisches Umfeld

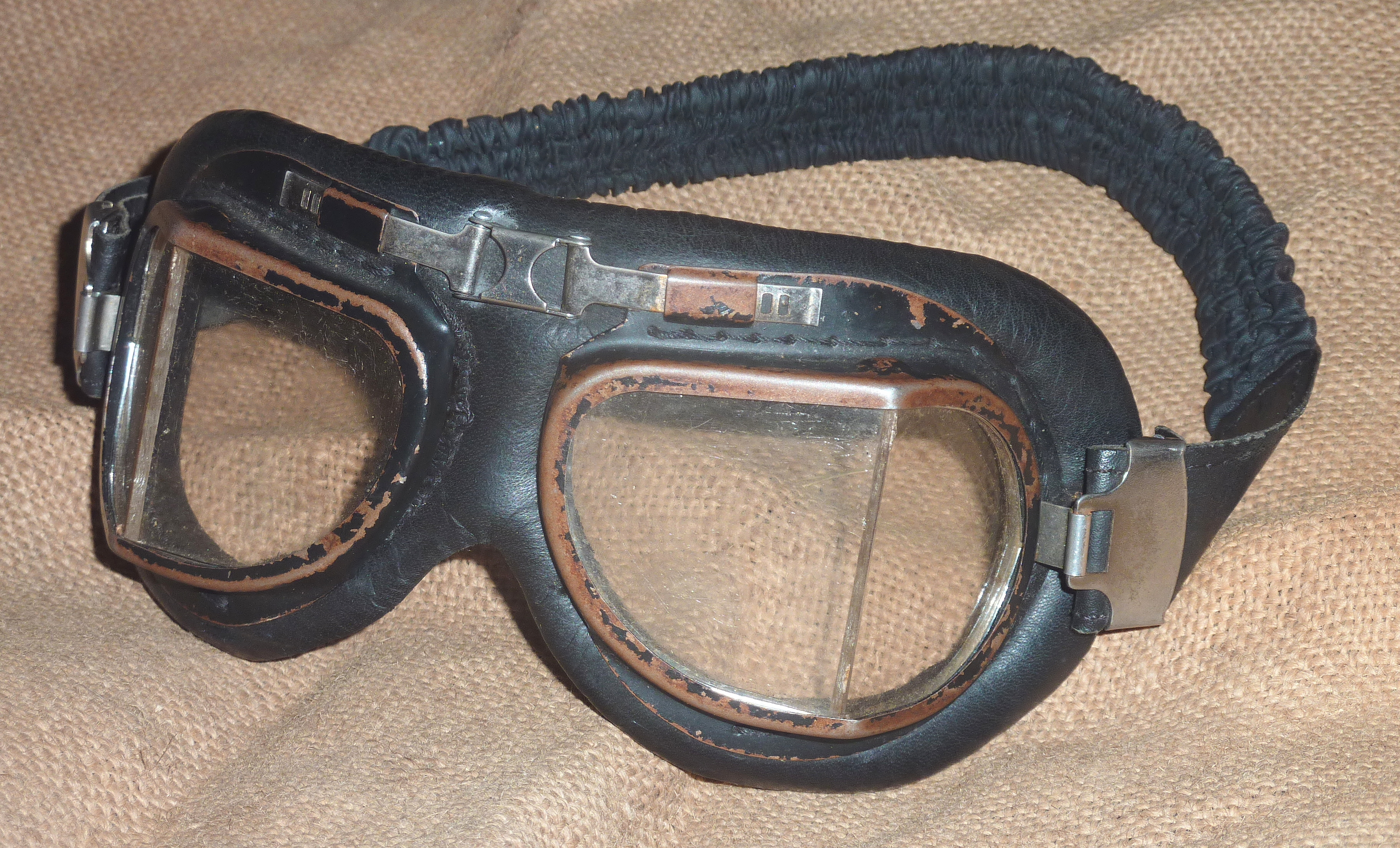
Fliegerbrille; Replikat eines historischen Modells aus den 1940er-Jahren der Royal Air Force, im Original als Schutzbrille getragen von Flugzeugbesatzungen

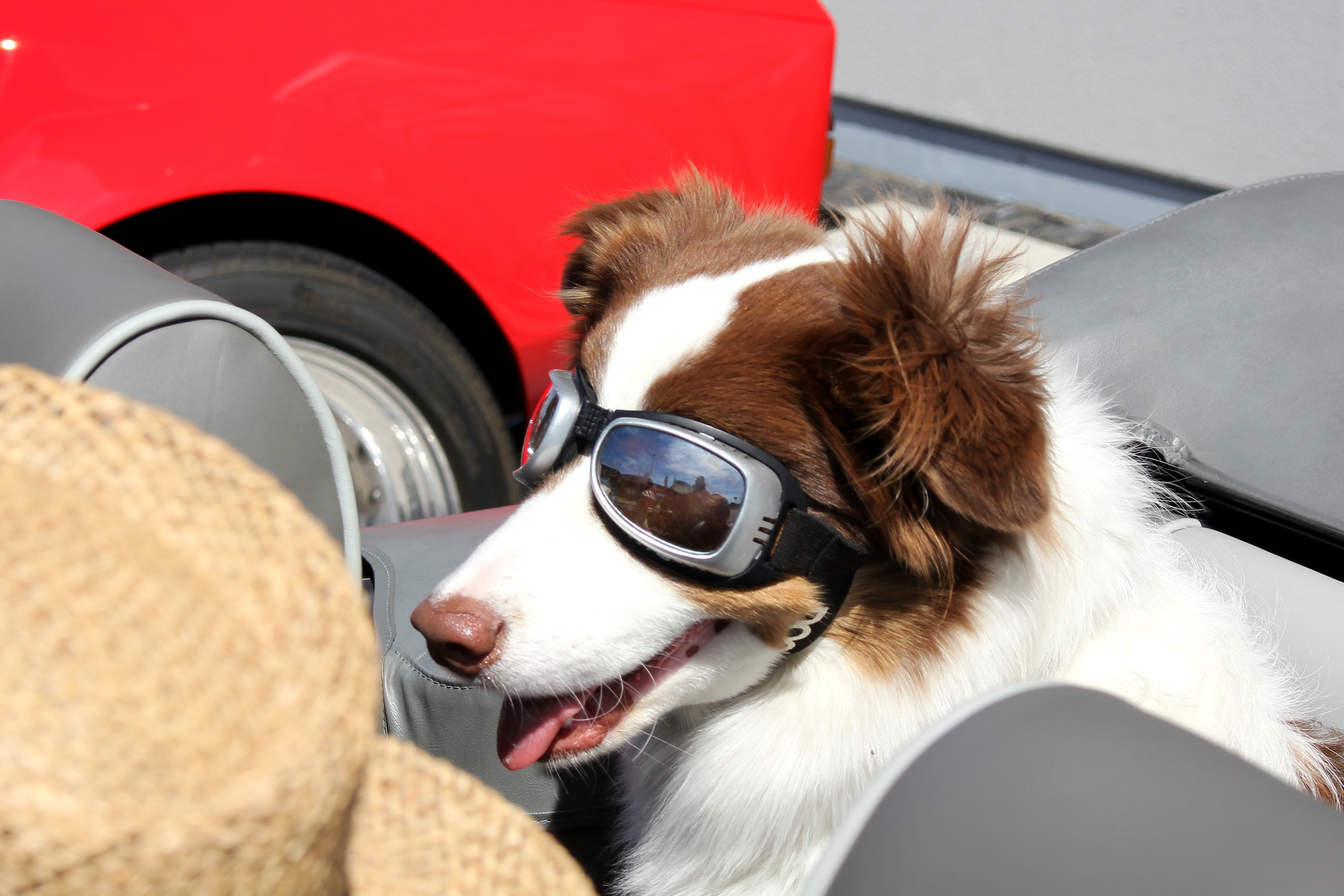
Hund mit Schutzbrille in einem Cabriolet

Im militärischen Umfeld spricht man von taktischen Schutzbrillen. Hier steht neben Schutz vor Licht, Staub und anderen Umwelteinflüssen besonders der Schutz vor Splittern und Projektilen im Vordergrund. Verschiedene Schutzklassen, wie die in den Vereinigten Staaten gebräuchliche ANSI-Norm oder der NATO-Standard STANAG, definieren Projektilgrößen und -geschwindigkeiten, denen die speziell gehärteten Kunststoffgläser standhalten. Es existieren verschiedene Ausführungen der taktischen Schutzbrillen; über Sonnenbrillen mit Einsätzen und Bügeln bis hin zu eng am Gesicht abschließenden Modellen, welche am Kopf mit einem umlaufenden Stretch-Strap befestigt werden. Wichtig ist darüber hinaus die Kompatibilität mit dem innerhalb der militärischen Einheit verwendeten Helm.

## Schutzscheiben
Die nachfolgenden drei Schutzscheiben-Typen werden in der Praxis am häufigsten verwendet:
- Klar (Maximale Lichtdurchlässigkeit, Einsatz in Gebäuden oder bei Nacht)
- Grau / Smoke (Minimale Lichtdurchlässigkeit, für helles bzw. Sonnenlicht im Freien, gegen Blend- und Spiegeleffekte bei möglichst hoher Farbtreue, Einsatz bei starker Sonne und Blendlicht)
- Orange / Vermillion (Mittlere Lichtdurchlässigkeit, für Farb- und Tiefenerkennung, reduziert Blendwirkung bei hellem Licht und bei Bewölkung, Einsatz im taktischen Umfeld, weil rote Digitalanzeigen/Markierungen lesbar bleiben)

Gelbe Schutzscheiben (Mittlere Lichtdurchlässigkeit, kontrastreiche Sicht bei Dämmerlicht und Dunst) werden zunehmend von orangen Gläsern abgelöst. Die Bundeswehr setzt sie nach Vorfällen in Afghanistan nicht mehr ein, da mit der gelben Färbung über die Straße gespannte Zündschnüre für Straßenbomben (IED) nicht erkannt wurden.
Darüber hinaus sind weitere Typen in Verwendung:
- Braune (ähnliche Wirkung wie Grau bei minimaler Farbveränderung)
- Grüne (Flugbereich)
- Polarisierend (Minimale Lichtdurchlässigkeit, reduziert reflektiertes und blendendes Licht)
- Phototrop (Schutzscheiben sind hell in Innenräumen sowie bei Nacht und verfärben sich bei Sonnenlicht automatisch dunkel)
- Laserschutz (verschiedene Farben, Schutz durch Reflexion oder Absorption)

## Sport und Freizeit

### Überblick

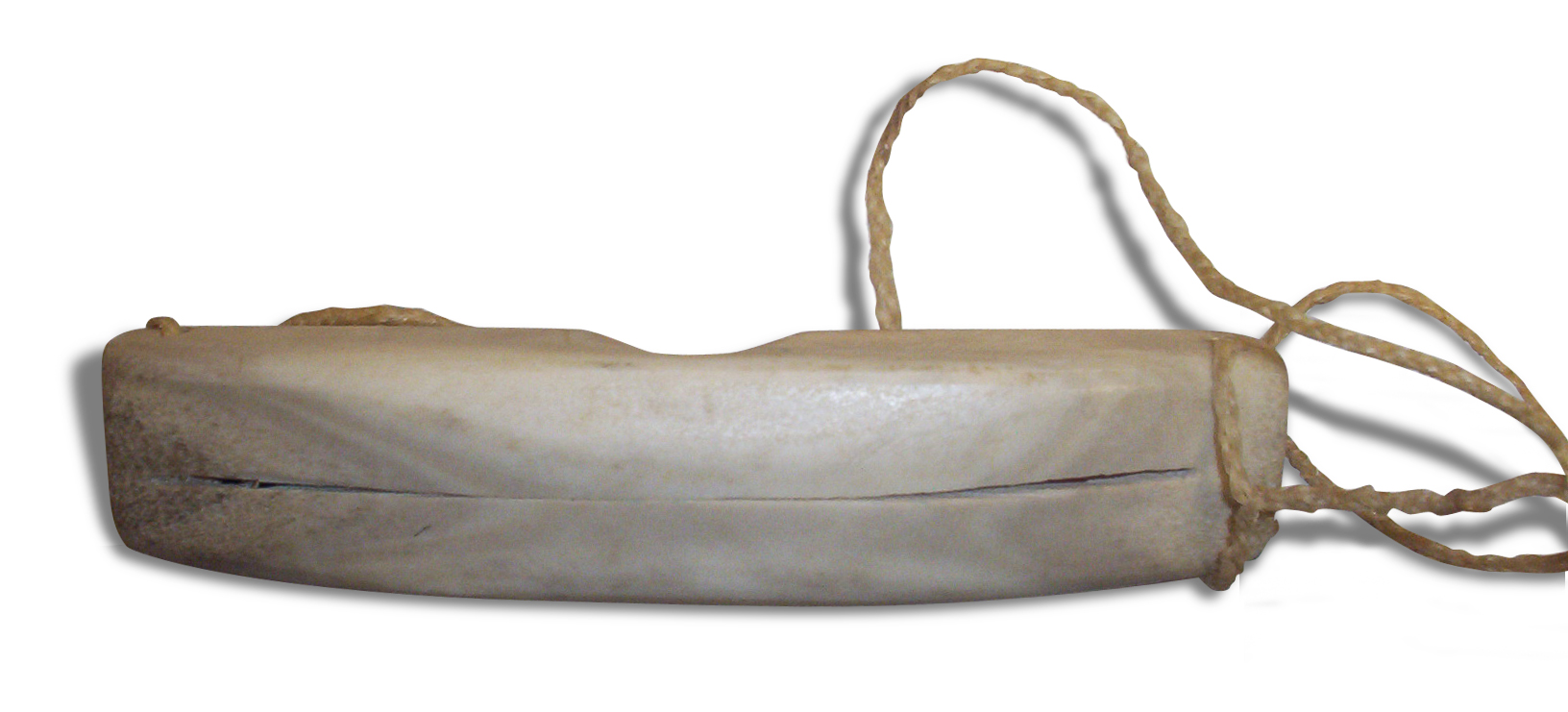
Schneebrille der Inuit

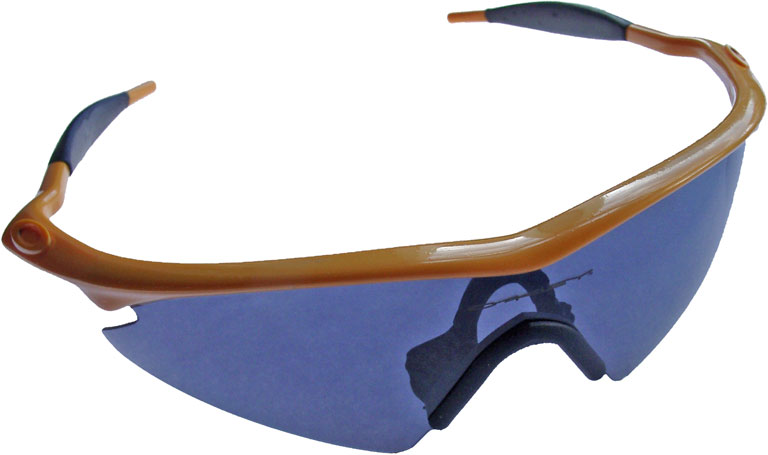
Modische Radsportbrille aus Kunststoff

Als Sportbrille gilt eine für das Tragen bei sportlichen Aktivitäten gefertigte Brille mit bruchsicheren Gläsern. Sportbrillen finden insbesondere zum Schutz vor Wettereinflüssen bei vielen Freiluft-Sportarten Verwendung. Sie sind individuell auf die jeweilige Sportart zugeschnitten.
- Sonnenbrillen verringern die Lichtdurchlässigkeit zu den Augen des Trägers. Ihr primärer Zweck ist es, die Augen vor unangenehmen oder schädlichen Auswirkungen des Sonnenlichtes, insbesondere der UV-Strahlung zu schützen.
- Ski- und Schneebrillen liegen auf dem Gesicht auf und schützen so vor umherfliegendem Schnee sowie schädlicher UV-Strahlung.
- Radsportbrillen befinden sich kurz vor dem Gesicht, haben eine relativ große Fläche, damit das Gesichtsfeld nicht eingeschränkt wird, und schützen das Auge vor übermäßigem Fahrtwind und der damit einhergehenden Austrocknung sowie vor umherfliegenden Fremdkörpern wie zum Beispiel Fliegen. Die Fassungen solcher Brillen sind verkehrsgerecht. Es gibt also seitlich keine dicken Ränder.
- Die Gläser von Schwimmbrillen umschließen die Augen meist einzeln und verhindern den Kontakt mit dem Wasser. Somit kann kein Chlor oder im Wasser schwimmende Fremdkörper an die Augen dringen. Zudem verbessern sie das Sehen unter Wasser.

Sportbrillen unterliegen stark modischen Einflüssen und haben selbst Modetrends gesetzt. Um auch Brillenträgern das Tragen solcher Brillen zu ermöglichen, bieten viele Hersteller spezielle Korrekturgläser an, die meist hinter dem eigentlichen Brillenglas angebracht werden.

### Kondensation von Feuchtigkeit an den Brillengläsern
Die Kondensation von Feuchtigkeit an Glasscheiben wird auch Beschlagen genannt. Da Sportler bei der Ausübung von Sportarten stärker schwitzen, sind Sportbrillen einer sehr großen Dampfbelastung ausgesetzt. Bei schlechtem Wetter und niedrigen Außentemperaturen kondensiert die Feuchtigkeit an der Innenseite der Scheibe in kleinen Tröpfchen, die Sicht wird dadurch komplett eingeschränkt. Gegen dieses Phänomen wurden sogenannte Antibeschlag-Systeme entwickelt, die auf passive Belüftung und Verhinderung der Tröpfchenbildung durch Verringerung der Oberflächenspannung des Wassers setzen. Anstelle der Wassertröpfchen entsteht ein dünner durchsichtiger Wasserfilm. Als Hausmittel gegen das Beschlagen von Scheiben kann handelsübliches Geschirrspülmittel verwendet werden, weil es Tenside enthält, die ebenfalls gegen die Oberflächenspannung das Wassers wirken. Das Spülmittel wird mit einem weichen Tuch unverdünnt und dünn auf die saubere Scheibe aufgetragen und einige Stunden getrocknet. Auf diese Weise angewendet sorgt Spülmittel mehrere Stunden für freie Sicht.

## Korrektionsschutzbrillen

### Allgemeines
Korrektionsschutzbrillen sind eine Kombination aus Schutz- und Korrektionsbrille. Sie vereinen den Ausgleich einer optischen Fehlsichtigkeit mit dem Schutz des Auges vor mechanischen, chemischen oder optischen Einflüssen. Bei entsprechendem Gefahrenpotenzial im Arbeitsalltag schreibt die Berufsgenossenschaftliche Regel (BGR) 192 ihren Einsatz in der Praxis verbindlich vor.

### Anwendungsgebiet

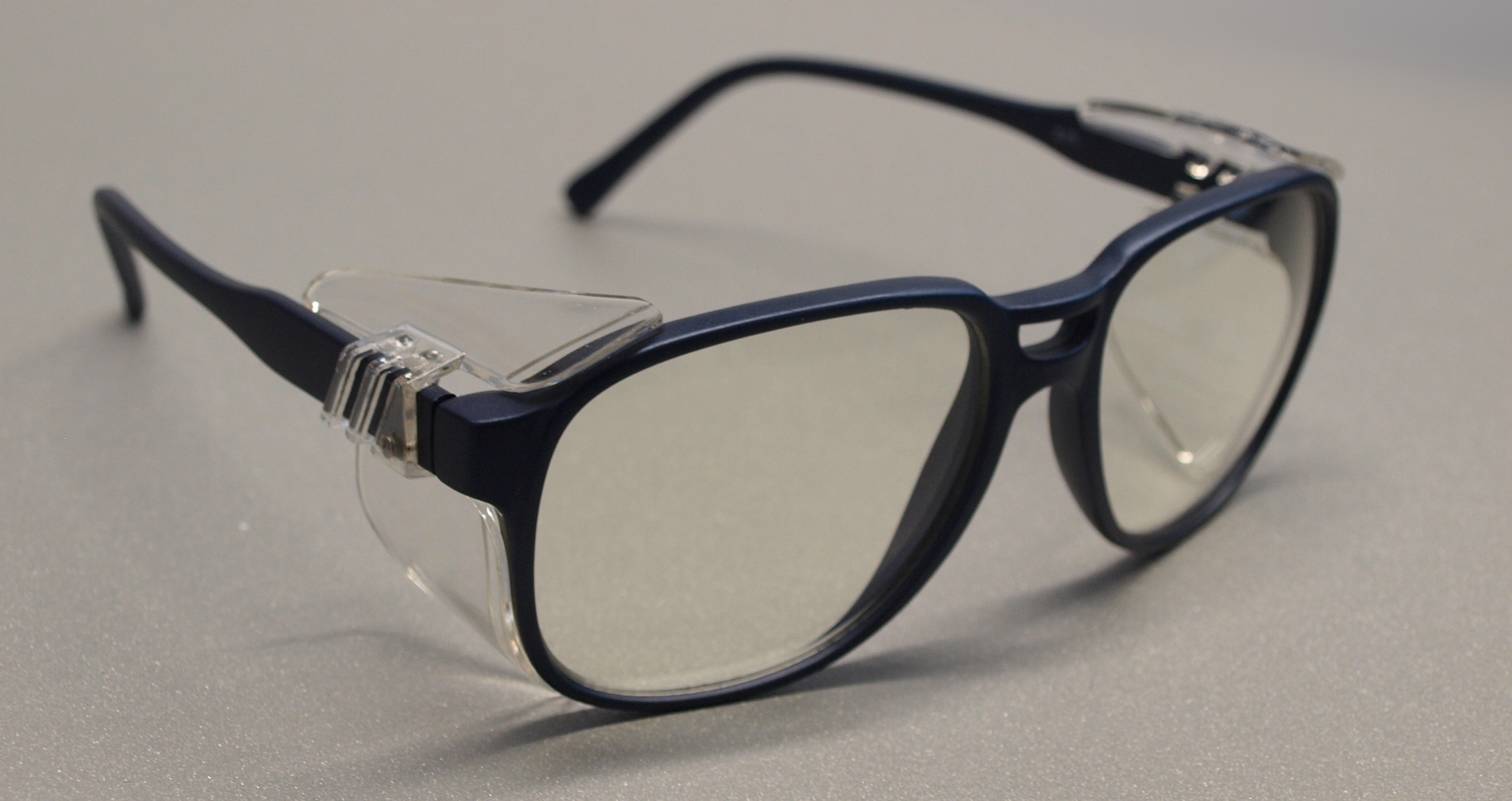
Korrektionsschutzbrille Frontansicht

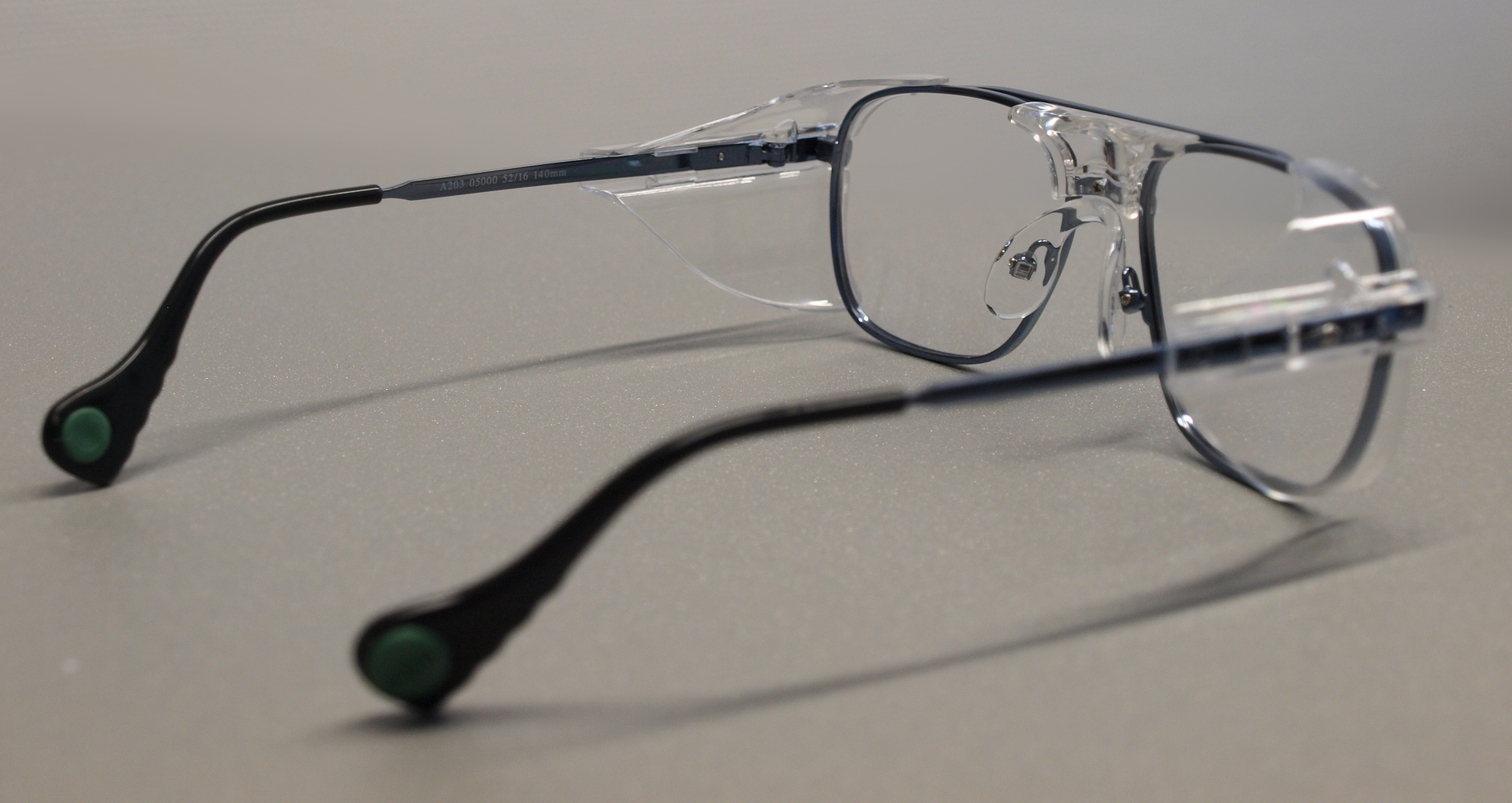
Korrektionsschutzbrille Seitenansicht

Im Arbeitsalltag gibt es viele Gefahren für die Augen – von Chemikalien bis zu Splittern und Spänen. Damit die Augen nicht verletzt werden, sind auch für Beschäftigte, die eine Fehlsichtigkeit haben, adäquate Sicherungsmaßnahmen zu treffen. Die BGR 192 besagt: „Handelsübliche Korrektionsbrillen haben keine Schutzwirkung. Deshalb muss der Unternehmer auch fehlsichtigen Versicherten geeigneten Augenschutz zur Verfügung stellen.“ Korrektionsschutzbrillen bieten hier eine zuverlässige Möglichkeit für den Augenschutz bei gleichzeitiger Korrektur der Fehlsichtigkeit:
„[Es] wird der Einsatz von Korrektionsschutzbrillen empfohlen, da sie die Schutzfunktion und korrigierende Wirkung vereinen. Korrektionsschutzbrillen werden erfahrungsgemäß von den betroffenen Versicherten problemlos getragen und darüber hinaus regelmäßig besser gepflegt.“

### Funktion
Laut GUV-R 192 sind Korrektionsschutzbrillen „Schutzbrillen – in der Regel Gestellbrillen – die mit Sicherheitssichtscheiben mit optisch korrigierender Wirkung ausgestattet sind.“ Sie sind auf die Fehlsichtigkeit (beispielsweise Kurz- oder Übersichtigkeit) des jeweiligen Trägers angepasst und bieten zugleich Schutz vor den unterschiedlichen Gefahren im Arbeitsumfeld.
Die Gläser einer Korrektionsschutzbrille sind so beschaffen, dass sie eine wesentlich höhere Bruchfestigkeit gewährleisten als Standardbrillengläser. Zugleich ist auch das Gestell auf die Anforderungen des jeweiligen Arbeitsplatzes zugeschnitten – beispielsweise mit besonders großen Sichtbereichen oder Schutzvorrichtungen gegen Spritzer an den Seiten. Neben dem reinen Sicherheitsgedanken wird zudem der Tragekomfort berücksichtigt: Nur wenn die Fassung gut und bequem sitzt, weder stört noch drückt, tragen die Beschäftigten die Brille – und nur dann greifen Sicherungsmaßnahmen und Korrektionswirkung.
Sowohl bei der Anpassung an die individuellen optischen Parameter des Brillenträgers, als auch bei der Suche nach der richtigen Fassung helfen Augenoptiker. Sie müssen die Korrektionsschutzbrille nicht nur an die persönlichen Bedürfnisse des Beschäftigten anpassen, sondern auch an die Bedingungen im Arbeitsalltag, also an die potenziellen Gefahren. Zudem muss die Korrektionsschutzbrille nach DIN EN 166 zertifiziert sein. Nur wer diese Norm einhält und die optischen Gläser entsprechend markiert, darf sich auch „Lieferant von korrigierenden Schutzbrillen“ nennen.

### Interimslösungen
Es gibt auch provisorische Vorrichtungen, die Fehlsichtige bei der Arbeit schützen – doch sind diese keine langfristigen Lösungen: „Für kurzfristige Arbeiten über wenige Minuten können z. B. Korb-, Überbrillen oder Visiere getragen werden. Kombinationen mit Korb- oder Überbrillen neigen allerdings zum Beschlagen, können dadurch zu zusätzlichen Gefährdungen führen und werden deshalb oft abgelehnt. Außerdem verursachen derartige Kombinationen oft störende Doppelbilder oder Spiegelungen.“

### Kostenübernahme
Die Kosten für die Korrektionsschutzbrille trägt der Arbeitgeber. Dazu auch die BGR 192: „Nach § 2 der PSA-Benutzerordnung muss der Unternehmer den Versicherten Augen- und Gesichtsschutz zur Verfügung stellen, wenn die Gefährdung nicht anders verhindert beziehungsweise gemindert werden kann.“ Die Kosten für die Korrektionsschutzbrille sind dabei eine langfristige Investition, die sich auszahlt: „In der Anschaffung ist dieser Augenschutz zwar teuer, dies gleicht sich allerdings in fast allen Fällen durch die erheblich längere Benutzungsdauer aus.“ Außerdem kann der Betrieb davon profitieren, dass die Beschäftigten geschützt und mit voller Sehkraft arbeiten können, da so die Ausfallquote und die damit verbundenen Kosten vermindert werden, während die Qualität der Arbeit besser wird. Dies hat sich auch in Studien bestätigt.